# Karabaš
Karabaš (in russo Караба́ш?) è una città della Russia, situata nell'oblast' di Čeljabinsk (regione degli Urali). La città dipende direttamente dalla oblast'.
Si trova nella parte settentrionale degli Urali meridionali, a nord-ovest di Čeljabinsk.